# 茨木市立春日小学校
茨木市立春日小学校（いばらきしりつかすがしょうがっこう）は、大阪府茨木市にある公立の小学校。通称は春小（かっしょう、かすしょう）。

## 沿革
- 1874年10月 - 島下郡第8大区第2小区第2番小学校として発足。
- 1878年7月 - 島下郡郡小学校と改称
- 1887年4月 - 郡尋常小学校と改称
- 1893年4月 - 春日尋常小学校と改称
- 1908年3月 - 現在地に校舎新築移転
- 1919年6月 - 校歌制定
- 1920年10月 - 校旗制定
- 1941年4月 - 春日国民学校と改称
- 1947年4月 - 三島郡春日村立小学校と改称
- 1948年1月 - 茨木市立春日小学校と改称
- 1951年9月 - 茨木市立春日丘小学校を分離
- 1953年4月 - 茨木市立中条小学校開校に伴い、上中条の一部を吸収
- 1970年9月 - 体育館新築
- 1974年10月 - 創立100周年記念式典を挙行
- 1975年4月 - 茨木市立郡小学校を分離
- 1978年4月 - 茨木市立畑田小学校を分離
- 1980年7月 - プール竣工
- 1985年4月 - 普通教室より養護教室を新設
- 1987年8月 - 学校の森設置、「春日の森」と命名。
- 1988年8月 - 対話交流室を設置
- 1994年11月 - 創立120周年記念式典を挙行
- 1998年3月 - 学習相談室と留守家庭学級を新設

## 通学区域
- 茨木市 春日1～3丁目・5丁目、上穂東町、見付山1・2丁目、西穂積町、上穂積1～4丁目（4丁目の一部を除く）、郡1丁目11番7号(その他の郡一丁目は郡小学校)、中穂積2丁目16番11号

卒業生は基本的に茨木市立西中学校へ進学する。

## 出身者
- ジェームス三木（脚本家）
- 杉原輝雄（プロゴルファー）
- 山崎静代（お笑い芸人）